# 932
932(구백삼십이)는 931보다 크고 933보다 작은 자연수다.

## 수학
- 합성수로, 그 약수는 1, 2, 4, 233, 466, 932이다. 진약수의 합은 706이므로, 932는 부족수다.
- {\displaystyle 932=16^{2}+26^{2}}
  - 서로 다른 두 자연수의 제곱합으로 나타낼 수 있는 수다.
- {\displaystyle 89^{4}-1}은 932로 나누어떨어진다.

## 과학
- NGC 932: 양자리 방향에 있는 나선은하.
- 932 후베리아(영어판): 소행성.

## 교통

### 철도
- 서울 지하철 9호선 석촌고분역의 역번호.

### 도로
- 유럽 고속도로 932호선: 이탈리아 부온포르넬로(이탈리아어판)에서 카타니아까지 이어지는 유럽 고속도로.
- 932번 지방도: 경상북도 청송군 부남면에서 영덕군 남정면까지 이어지던 대한민국의 과거 지방도.

## 문화유산
- 대한민국의 보물 제932호: 영조어진

## 기타
- 연도: 932년, 기원전 932년